# Grand Port
Grand Port est un district couvrant le sud-est de Maurice.
Son nom vient du village de Vieux Grand Port, où eut lieu le premier débarquement hollandais et qui fut ensuite le premier port de Maurice.
Sur la côte se trouve la ville de Mahébourg, protégée par une baie. Construite par les Hollandais puis prise par les Français, elle constitue un véritable vestige du passé colonial de l'île.
La partie septentrionale du district est montagneuse et parcourue par des rivières qui ont creusé des vallées. À l'est, il s'élève avant d'attendre le plateau central. De fait, le climat y est idéal pour la culture du thé. Au sud, le district est une plaine qui accueille l'aéroport international de l'île.
Grand Port fut le lieu de la seule victoire navale française des guerres napoléoniennes en 1810.

Le district a une superficie de 260,3 km 2 et la population estimée était de 112 997 habitants au 31 décembre 2015.

### Articles connexes

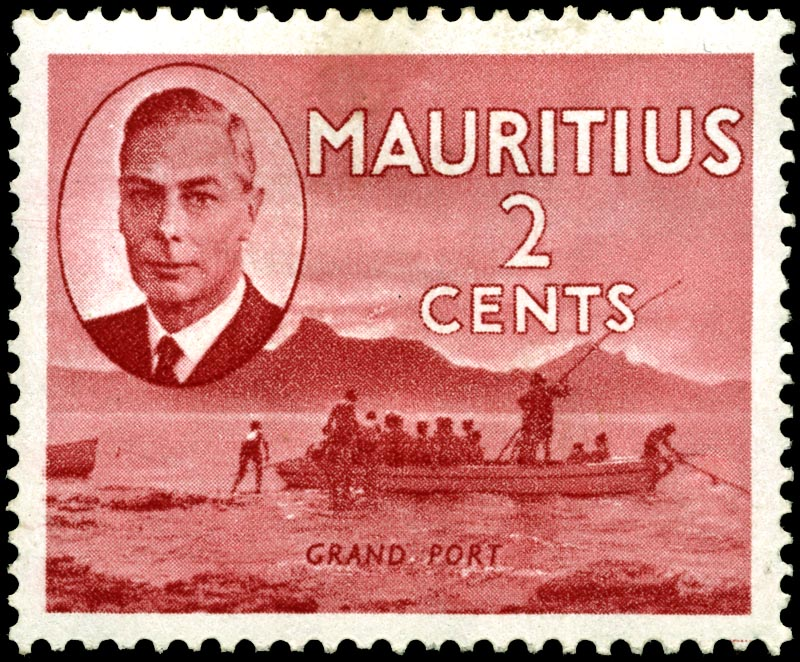
Timbre mauricien représentant notamment une embarcation de Grand Port.